# NPO Energomaš
NPO Energomaš, precedentemente nota come OKB-456 o OKB-456 Gluško in onore del suo capo progettista Valentin Petrovič Gluško, è un'azienda russa specializzata nella progettazione e costruzione di motori a razzo a propellente liquido. Fondata nel 1946 come OKB sovietico, ha cambiato denominazione sociale il 15 maggio 1991. 

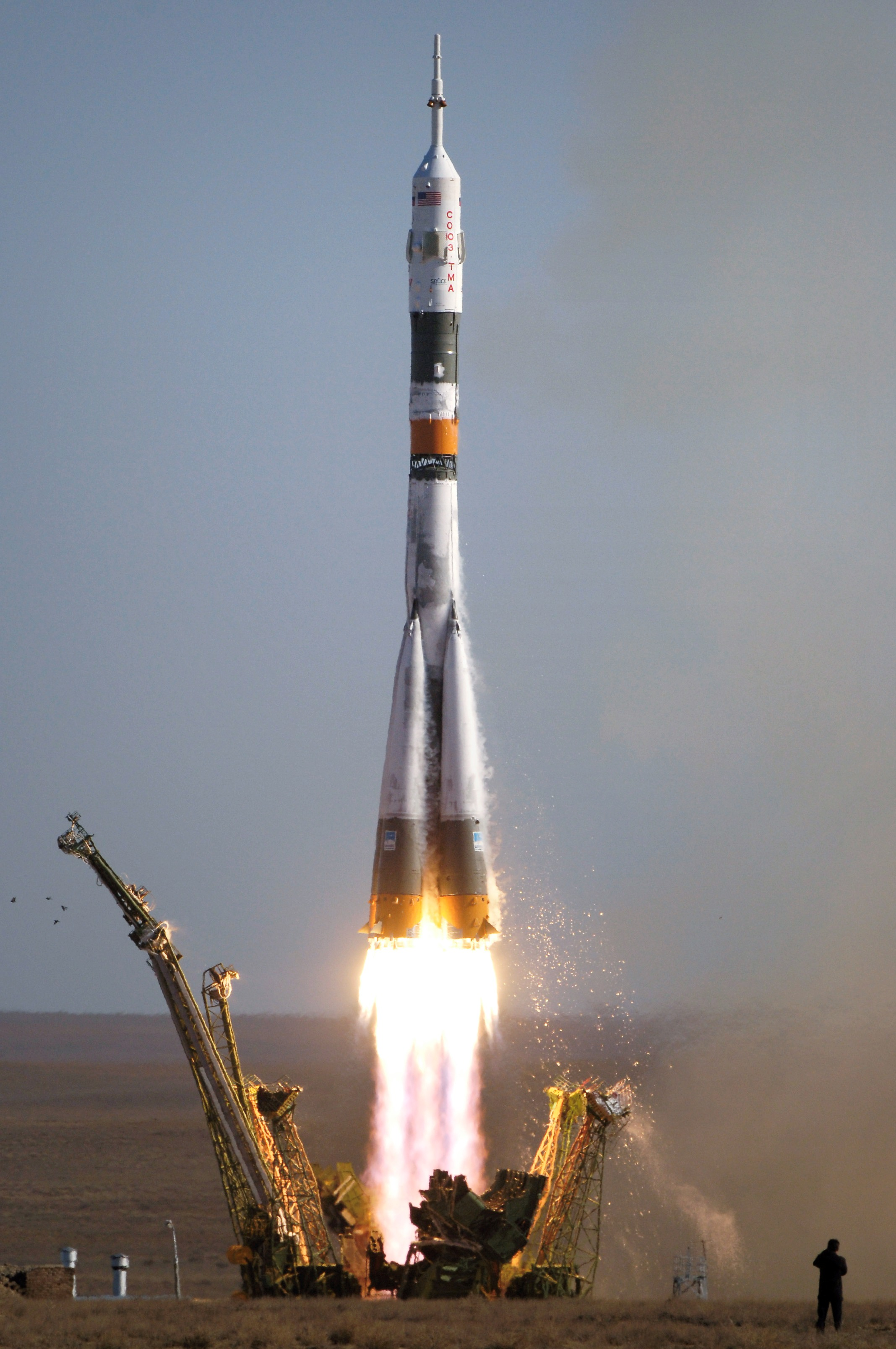
Una Sojuz-FG in decollo spinta da motori RD-107

Energomaš è nota per lo sviluppo di motori a ossigeno liquido e cherosene ad alta spinta tra cui spiccano l'RD-107/RD-108 (usato sui vettori R-7, Molnija e Sojuz), e i motori RD-170, RD-171 e RD-180 impiegati sui lanciatori Energia, Zenit e Atlas V.

## Storia
L'OKB-456 fu fondato in Unione Sovietica il 3 luglio 1946 con compito iniziale di riprodurre, sotto la supervisione di Valentin Gluško, una copia delle  V2 tedesche. Alla fine di quell'anno la sede dell'OKB-456 fu spostata a Chimki, vicino a Mosca, dove fu costruito uno stabilimento per la costruzione e la prova al banco dei motori. Il RD-100 a ossigeno liquido ed etanolo (copia esatta delle V2) funzionò come previsto e fu migliorato leggermente nelle prestazioni con le versioni successive RD-102 e RD-103. Ben presto, però, avanzamenti nella tecnologia permisero di passare a propellenti con una densità di energia maggiore e camere di combustione con pressioni di esercizio più elevate e fu deciso di impiegare una combinazione di ossigeno liquido e cherosene che caratterizzerà tutta la successiva produzione dell'OKB.
Tra il 1954 e il 1957 furono sviluppati i motori RD-107 e RD-108 che furono alla base dei successi missilistici sovietici, tuttora in uso con le versioni modernizzate sulle Sojuz. Caratteristica distintiva di questi motori è la configurazione a cluster in cui invece di prevedere un'unica camera di combustione seguita da un ugello di scarico, si impiega un gruppo di camere di combustione e ugelli di dimensioni inferiori che hanno il vantaggio di ridurre le dimensioni complessive del motore e dei macchinari per la costruzione delle parti. In aggiunta fu previsto fin da subito la possibilità di orientare il gruppo motore in modo da vettorizzare (entro certi limiti) la spinta.

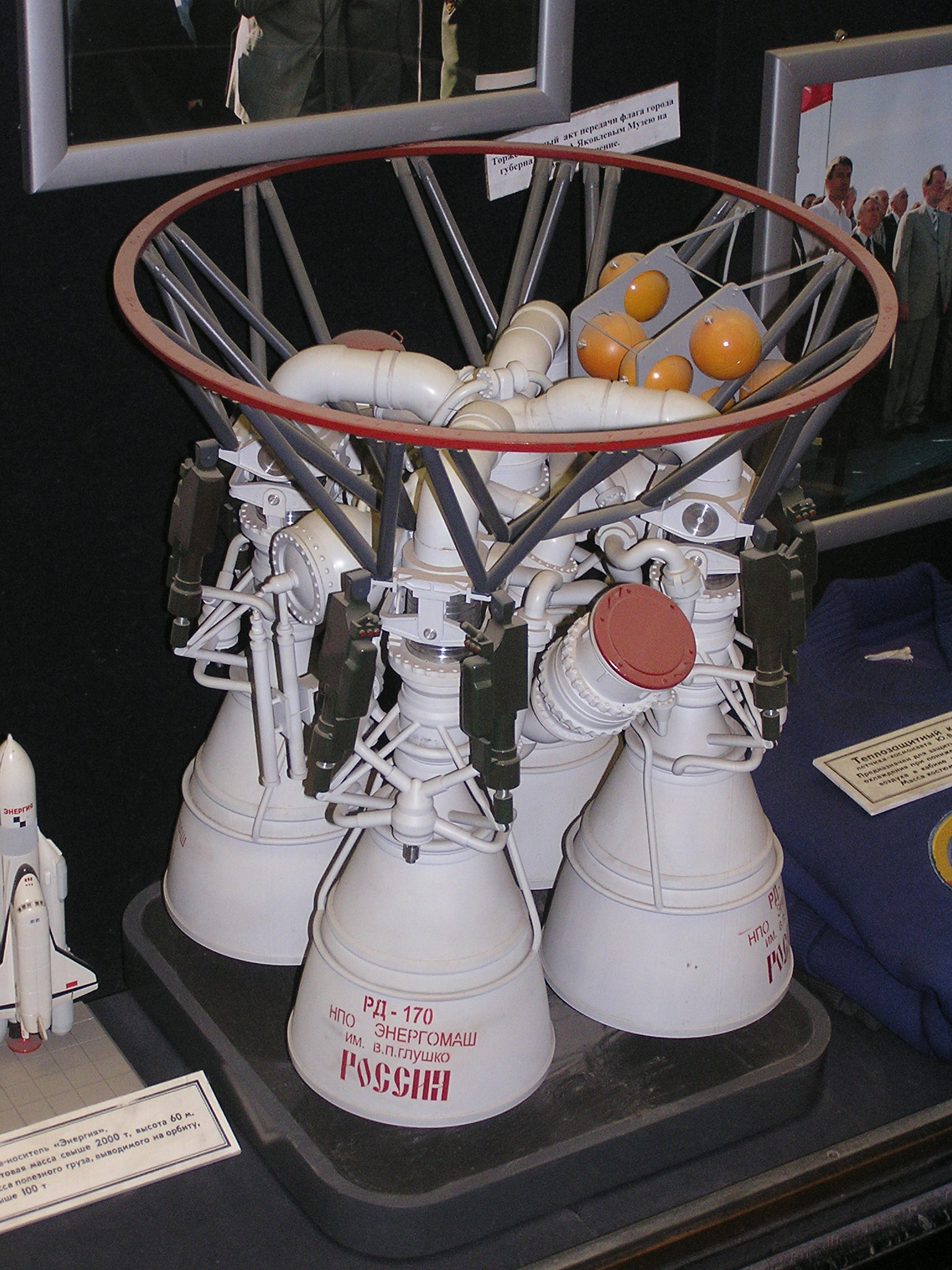
Un motore RD-170

Tra il 1961 e il 1965 fu invece sviluppato l'RD-253 che generò un'altra famiglia di motori a propellente ipergolico ad alte prestazioni (e tra le più affidabili) destinata al lanciatore Proton. Con l'RD-170, destinato al lanciatore Energia, si arrivò alla produzione del motore con la più alta spinta al mondo. Da questo è stata derivata una versione ridotta con due sole camere di combustione (RD-180) impiegato sul lanciatore statunitense Atlas V.

## Produzione attuale
Varianti del motore RD-170 sono (al 2016) ancora in uso sul vettore Zenit 3SL impiegato dalla Sea Launch. I moderni Sojuz montano versioni aggiornate dei motori RD-107 e RD-108. L'RD-180, diretto discendente dell'RD-170 e sviluppato in collaborazione con la Pratt & Whitney Rocketdyne, equipaggia il primo stadio del lanciatore Atlas V. L'ultimo a essere stato sviluppato è il motore RD-191 destinato alla famiglia di lanciatori Angara e Baikal.
La NPO Energomaš ha anche allo studio una nuova classe di motori (RD-700) caratterizzati da un particolare funzionamento bimodale proposto per sistemi di lancio SSTO (Single Stage To Orbit) riutilizzabili. Al lancio sono alimentati da tre propellenti (ossigeno liquido, RP-1 e idrogeno liquido), mentre nella parte alta dell'atmosfera bruciano solo ossigeno liquido e idrogeno liquido in modo da massimizzare l'efficienza sia durante la fase di volo in atmosfera sia nel vuoto.